# Malaysia Open 1949
Die Malaysia Open 1949 im Badminton fanden im Juli 1949 in Kuala Lumpur statt. Es war die achte Austragung der internationalen Titelkämpfe im Badminton von Malaysia.

## Finalergebnisse
| Disziplin    | Sieger                        | Finalist                      | Ergebnis          |
| ------------ | ----------------------------- | ----------------------------- | ----------------- |
| Herreneinzel | Wong Peng Soon                | Ooi Teik Hock                 | 15–6, 15–10       |
| Dameneinzel  | Helen Heng                    | Cecilia Samuel                | 15–8, 15–7        |
| Herrendoppel | Chan Kon Leong Yeoh Teck Chye | Ong Poh Lim Lim Kee Fong      | 15–5, 15–8        |
| Damendoppel  | Amy Choong Cheah Kooi San     | Valentine Chan Kok Lan Kee    | 6–15, 15–11, 15–3 |
| Mixed        | Eddy Choong Amy Choong        | Chan Kon Leong Valentine Chan | 15–9, 11–15, 15–7 |